# Poul Mik-Meyer
Poul Mik-Meyer (16 de febrero de 1943-15 de octubre de 2021) fue un deportista danés que compitió en vela en las clases Star y Soling.
Ganó una medalla de oro en el Campeonato Mundial de Star de 1967, una medalla de oro en el Campeonato Mundial de Soling de 1969 y una medalla de oro en el Campeonato Europeo de Soling de 1970.

## Palmarés internacional
| Campeonato Mundial | Campeonato Mundial     | Campeonato Mundial | Campeonato Mundial |
| Año                | Lugar                  | Medalla            | Clase              |
| ------------------ | ---------------------- | ------------------ | ------------------ |
| 1967               | Copenhague (Dinamarca) | Medalla de oro     | Star               |

| Campeonato Mundial | Campeonato Mundial     | Campeonato Mundial | Campeonato Mundial |
| Año                | Lugar                  | Medalla            | Clase              |
| ------------------ | ---------------------- | ------------------ | ------------------ |
| 1969               | Copenhague (Dinamarca) | Medalla de oro     | Soling             |
| Campeonato Europeo |                        |                    |                    |
| Año                | Lugar                  | Medalla            | Clase              |
| 1970               | Hankø (Noruega)        | Medalla de oro     | Soling             |